# ناصر داوود خلیلی
ناصر داوود خلیلی (زادهٔ ۱۳۲۴ خورشیدی/۱۹۴۵ میلادی، اصفهان) یک یهودی ایرانی‌تبار ساکن انگلستان است. او طبق فهرست ساندی تایمز در سال ۲۰۰۷ پنجمین فرد ثروتمند ایرانی در بریتانیا شناخته شده است. داوود خلیلی به خاطر داشتن مجموعه‌ای از آثار هنری اشتهار یافته است. بخش عمده دارایی او را مجموعه‌ای از آثار هنری ایرانی و اسلامی تشکیل می‌دهد که بالغ بر۳۵۰۰۰ شیء هنری و عتیقه را شامل می‌شود.

## زندگی
ناصر خلیلی در سال ۱۹۴۵ میلادی (۱۳۲۴ خورشیدی) در خانواده‌ای یهودی در اصفهان به دنیا آمد. او تحصیلات متوسطه و خدمت سربازی خود را در ایران سپری کرد و در سال ۱۹۶۷ برای ادامهٔ تحصیل ایران را به مقصد آمریکا ترک کرد و از سال ۱۹۷۸ در انگلستان ساکن شد. او بعدها استاد، پژوهشگر و عضو افتخاری دانشگاه لندن شد و کرسی «هنرهای تزئینی اسلام» و «هنر اسلامی و باستان‌شناسی» را در مدرسه مطالعات شرقی و آفریقایی دانشگاه لندن را پایه‌گذاری کرد.
خلیلی فعالیت کسب و کاری خود را با دادوستد اشیای هنری شروع کرد و سپس به توسعه املاک و کالاها جهت‌گیری کرد. خلیلی از سال ۱۹۷۰ گردآوری هشت مجموعه از کاملترین و زیباترین آثار هنری جهان را در نیویورک آغاز کرد و بهترین قطعات را برای مجموعه شخصیش نگه داشت. در میانه دهه ۱۹۷۰ به لندن نقل مکان کرد و در محل‌های حراج‌های آن شهر به کرات حضور می‌یافت، و گالری خود را بین سال‌های ۱۹۷۸ و ۱۹۸۰ تأسیس کرد. خلیلی در ابتدا ظروف طلاکاری ایرانی را دادوستد می‌کرد، او بعداً پایان‌نامه دکترای خود را نیز با این موضوع نگارش کرد. در سال۱۹۷۸, قیمت آثار هنری اسلامی به طرز قابل توجهی سقوط کرد. انقلاب ۱۳۵۷ باعث شد خانواده‌های ثروتمند آثار هنری خود را بفروشند چرا که در آستانه جنگ ایران و عراق علاقه اندکی به جمع‌آوری هنر در منطقه وجود داشت و این اشیای بیشتری را وارد بازار کرد. خلیلی از این فرصت برای گسترش مجموعه اش استفاده کرد، و آثاری را جمع‌آوری کرد که ارزش شان با رشد علاقه بین‌المللی به هنر اسلامی در سال‌های بعد بالا رفت.
آنها که به خلیلی نزدیکند گفته‌اند او عاقلانه و غالباً محتاطانه سرمایه‌گذاری می‌کرد، اشیایی را می‌خرید که بعدها ارزش شان نسبت به آنچه او پرداخته بود صد برابر بیشتر می‌شد. مرکز داد و ستد خلیلی در خیابان کلیفورد میفر در دهه ۱۹۸۰ بود. خلیلی در پاسخ به این که ثروت خود در دهه‌های ۱۹۷۰ و ۱۹۸۰ را چگونه جمع‌آوری کرده گفته از داد و ستد شکر و قهوه، اختیار معامله، سرمایه‌گذاری در املاک و آثار هنری بوده. خلیلی در مصاحبه ای در سال ۲۰۱۰ گفته آنچه در میانه دهه ۱۹۸۰ جمع‌آوری کرده با معاملاتش در سرمایه‌گذاری خطرپذیر تأمین مالی شده، و از سهام او در شرکتی منتفع شده که فناوری ای برای درمان تومورها توسعه داده، و او از فروش شرکتی که قرص‌های هاضمه تولید می‌کرده در سال ۱۹۸۷ ۱۵ میلیون دلار پول درآورده است. در سال ۱۹۹۲ او ثروت خود را ناشی از «داد و ستد در هنر، کالاها، و املاک» توصیف کرده است.
آثار گردآوری شده توسط او در بیش از ۴۰ موزهٔ بزرگ جهان و بسیاری نمایشگاه بین‌المللی به نمایش درآمده‌اند. کلکسیون آثار خلیلی دربرگیرندهٔ بیش از ۲۵ هزار قطعه است و بزرگ‌ترین کلکسیون شخصی آثار هنری در جهان به‌شمار می‌رود.

در سال ۲۰۱۴، خلیلی به خاطر تلاش‌هایش برای انسان‌دوستی و ترغیب گفتگوی میان فرهنگ‌ها و دین‌های اسلام، مسیحیت و یهودیت برندهٔ جایزه «گفتگوی فرهنگ‌ها» از سوی وزارت فرهنگ فرانسه شد.

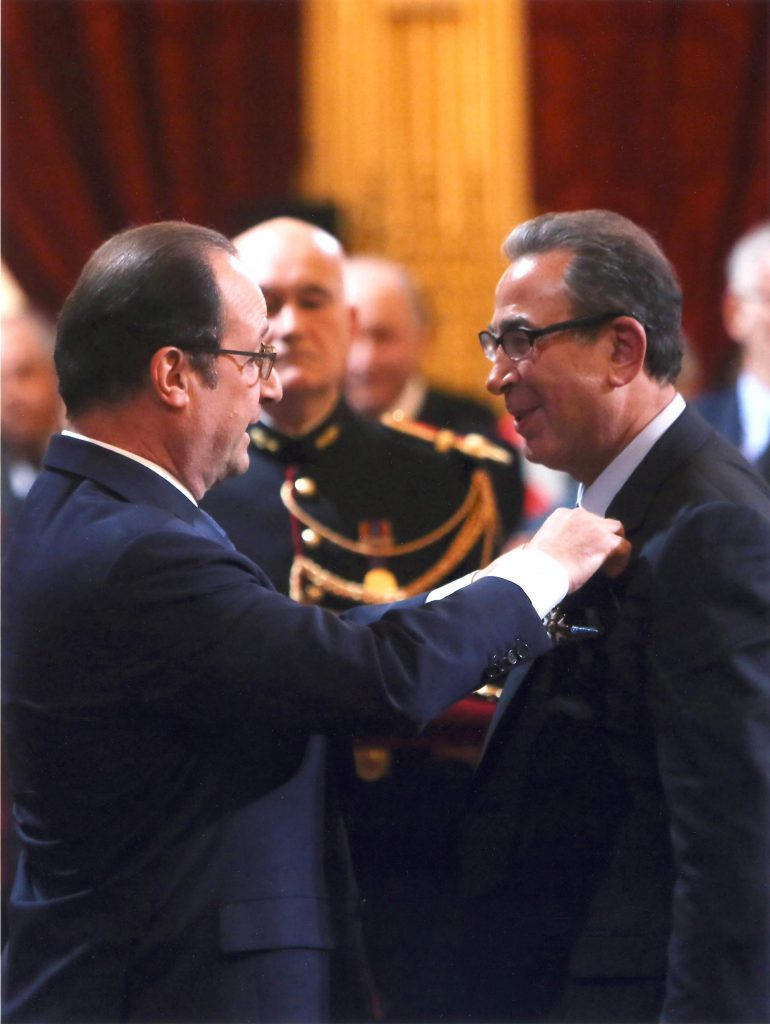
رئیس‌جمهور فرانسوا اولاند در حال اعطای درجه افتخار لژیون به خلیلی، آوریل ۲۰۱۶

## دستاوردها
- همکار افتخاری، دانشکده مطالعات شرق‌شناسی و آفریقایی، دانشگاه لندن (۱۹۹۱)[۱۰]
- متولی شهر اورشلیم (۱۹۹۶)[۱۱]
- نشان شوالیه (۲۰۰۳)[۱۲]
- دکترای افتخاری از دانشگاه بوستون (۲۰۰۳)[۱۳]
- دکترای افتخاری دانشگاه هنر، لندن (۲۰۰۵)[۱۴]